# Pfennig
Pfennig je germanski naziv za sitni novac (denar) od X. stoljeća. U početku je od jedne karolinške funte kovano 240 komada. Težina i kvaliteta pfenniga u pojedinim državama Njemačke bila je različita. Od XVII. stoljeća kuje se od bakra. Po uvođenju opće njemačke državne novčane jedinice njemačke marke, godine 1871., postao je stoti dio marke.
Također, pri uvođenju konvertibilne marke u Bosni i Hercegovini godine 1998., zbog vezanosti za njemačku marku u omjeru 1:1, preuzeta je podjela njemačke marka na 100 pfenniga, te je manja novčana jedinica i stoti dio konvertibilne marke (KM) nazvan fening (f).